# Nivea Smith
Nivea Smith (née le 18 février 1990) est une athlète bahaméenne, spécialiste du sprint. 

## Palmarès
| Date | Compétition                                      | Lieu      | Résultat | Épreuve   | Temps         |
| ---- | ------------------------------------------------ | --------- | -------- | --------- | ------------- |
| 2007 | Championnats du monde cadets                     | Ostrava   | 3e       | 200 m     | 23 s 69       |
| 2008 | Championnats du monde juniors                    | Bydgoszcz | 4e       | 4 × 100 m | 44 s 61       |
| 2011 | Championnats d'Amérique centrale et des Caraïbes | Mayagüez  | 1re      | 200 m     | 22 s 80       |
| 2011 | Championnats d'Amérique centrale et des Caraïbes | Mayagüez  | 3e       | 4 × 100 m | 43 s 74       |
| 2013 | Championnats d'Amérique centrale et des Caraïbes | Morelia   | 3e       | 4 × 100 m | 44 s 08       |
| 2014 | Relais mondiaux de l'IAAF                        | Nassau    | 4e       | 4 × 200 m | 1 min 31 s 31 |
| 2014 | Jeux du Commonwealth                             | Glasgow   | 6e       | 4 × 100 m | 44 s 25       |

### Records
| Épreuve    | Performance | Lieu   | Date         |
| ---------- | ----------- | ------ | ------------ |
| 100 mètres | 11 s 51     | Athens | 14 mai 2011  |
| 200 mètres | 22 s 71     | Nassau | 26 juin 2010 |